# Gottschalkenberg
Gottschalkenberg är ett berg i Schweiz.   Det ligger i kantonen Zug, i den centrala delen av landet, 90 km öster om huvudstaden Bern. Toppen på Gottschalkenberg är 1 210 meter över havet, eller 272 meter över den omgivande terrängen. Bredden vid basen är 5,7 km.
Terrängen runt Gottschalkenberg är huvudsakligen kuperad. Runt Gottschalkenberg är det ganska tätbefolkat, med 83 invånare per kvadratkilometer.. Närmaste större samhälle är Rapperswil, 15,0 km nordost om Gottschalkenberg. 
Omgivningarna runt Gottschalkenberg är en mosaik av jordbruksmark och naturlig växtlighet.